# Challenger de Båstad 2016

El torneo Båstad Challenger 2016 es un torneo profesional de tenis. Pertenece al ATP Challenger Series 2016. Se disputará su 1ª edición sobre superficie de tierra batida, en Bastad, Suecia, entre el 04 al el 10 de julio de 2016.

## Jugadores participantes del cuadro de individuales
| Favorito | País                 | Jugador                 | Rank1 | Posición en el torneo |
| -------- | -------------------- | ----------------------- | ----- | --------------------- |
| 1        | Bandera de Rusia     | Yevgueni Donskoi        | 78    | Segunda ronda         |
| 2        | Bandera de Argentina | Horacio Zeballos        | 83    | CAMPEÓN               |
| 3        | Bandera de Argentina | Carlos Berlocq          | 95    | Semifinales           |
| 4        | Bandera de Italia    | Thomas Fabbiano         | 113   | Segunda ronda         |
| 5        | Bandera de España    | Roberto Carballés Baena | 115   | FINAL                 |
| 6        | Bandera de España    | Albert Montañés         | 120   | Cuartos de final      |
| 7        | Bandera de España    | Daniel Muñoz de la Nava | 135   | Primera ronda         |
| 8        | Bandera de Argentina | Nicolás Kicker          | 136   | Segunda ronda         |

- 1 Se ha tomado en cuenta el ranking del 26 de junio de 2016.

### Otros participantes
Los siguientes jugadores recibieron una invitación (wild card), por lo tanto ingresan directamente al cuadro principal (WC):
- Isak Arvidsson
- Markus Eriksson
- Christian Lindell
- Carl Söderlund

Los siguientes jugadores ingresan al cuadro principal tras disputar el cuadro clasificatorio (Q):
- Maxim Dubarenco
- Scott Griekspoor
- Prajnesh Gunneswaran
- Zhang Ze

## Campeones

### Individual Masculino
- Horacio Zeballos derrotó en la final a  Roberto Carballés Baena, 6–3, 6–4

### Dobles Masculino
- Isak Arvidsson /  Fred Simonsson derrotaron en la final a  Johan Brunström /  Andreas Siljeström, 6–3, 7–5